# 蒂克蒂蓬塔山
9°37′48″S 76°28′31″W / 9.63000°S 76.47528°W
蒂克蒂蓬塔山（西班牙語：Ticte Punta），是秘魯的山峰，位於該國中部瓦努科大區，由五月二日省的馬里亞斯區負責管轄，屬於安地斯山脈的一部分，海拔高度4,944米。